# War of the Worlds (televisieserie uit 2019)
War of the Worlds is een Frans-Britse televisieserie geproduceerd door Fox Networks Group, StudioCanal en Urban Myth Films. De serie is geschreven door Howard Overman en geregisseerd door Gilles Coulier en Richard Clack. De serie is gebaseerd op de roman The War of the Worlds van H.G. Wells.

## Verhaal
Dr. Catherine Durand is een astrofysicus aan het Institut de radioastronomie millimétrique in Grenoble wanneer ze erin slaagt om een gegevensoverdracht te ontvangen van buitenaardse wezens in een ander sterrenstelsel. Een paar dagen nadat ze deze informatie aan de wereld heeft onthuld, wordt de bevolking vernietigd. Slechts een handvol mensen zijn ontsnapt en proberen te overleven, gevolgd door buitenaardse wezens.

## Rolverdeling
| Acteur                 | Personage               |
| ---------------------- | ----------------------- |
| Gabriel Byrne          | Bill Ward               |
| Elizabeth McGovern     | Helen Brown             |
| Léa Drucker            | Catherine Durand        |
| Adel Bencherif         | Kolonel Mustafa Mokrani |
| Natasha Little         | Sarah Gresham           |
| Daisy Edgar-Jones      | Emily Gresham           |
| Ty Tennant             | Tom Gresham             |
| Bayo Gbadamosi         | Kariem Gat Wich Machar  |
| Stephen Campbell Moore | Jonathon Gresham        |
| Stéphane Caillard      | Chloe Dumont            |
| Aaron Heffernan        | Ash Daniel              |
| Paul Gorostidi         | Nathan                  |
| Emilie de Pressac      | Sophia Durand           |

## Afleveringen

### Seizoen 1
| Aflevering   | Datum            | Datum            |
| ------------ | ---------------- | ---------------- |
| Aflevering 1 | 29 oktober 2019  | 3 november 2019  |
| Aflevering 2 | 29 oktober 2019  | 3 november 2019  |
| Aflevering 3 | 5 november 2019  | 10 november 2019 |
| Aflevering 4 | 5 november 2019  | 10 november 2019 |
| Aflevering 5 | 12 november 2019 | 17 november 2019 |
| Aflevering 6 | 12 november 2019 | 17 november 2019 |
| Aflevering 7 | 19 november 2019 | 24 november 2019 |
| Aflevering 8 | 19 november 2019 | 24 november 2019 |

### Seizoen 2
| Aflevering   | Datum        | Datum        |
| ------------ | ------------ | ------------ |
| Aflevering 1 | 20 mei 2021  | 20 mei 2021  |
| Aflevering 2 | 20 mei 2021  | 20 mei 2021  |
| Aflevering 3 | 27 mei 2021  | 27 mei 2021  |
| Aflevering 4 | 27 mei 2021  | 27 mei 2021  |
| Aflevering 5 | 3 juni 2021  | 3 juni 2021  |
| Aflevering 6 | 3 juni 2021  | 3 juni 2021  |
| Aflevering 7 | 10 juni 2021 | 10 juni 2021 |
| Aflevering 8 | 10 juni 2021 | 10 juni 2021 |

## Achtergrond
War of the Worlds werd geproduceerd door Fox Network Group en StudioCanal. Gilles Coulier en Richard Clark regisseerden elk vier afleveringen van de serie, waarbij Coulier de eerste vier afleveringen regisseerde en Clark de laatste vier. Gabriel Byrne en Elizabeth McGovern werden gecast voor het spelen van een hoofdrol. De productie vond plaats in het Verenigd Koninkrijk, Frankrijk en België. De opnames vonden plaats in Bristol, Cardiff, Newport en Londen. De serie ging in Frankrijk in première op 28 oktober 2019 op Canal+.